# Edmonton Opera
La Edmonton Opera è una compagnia d'opera canadese professionale a Edmonton, Alberta, che si esibisce nel Northern Alberta Jubilee Auditorium con il suo Opera Center situato al 15230 128 Ave nel nord-ovest di Edmonton. Il Centro dell'Opera ospita un botteghino, negozi di produzione, deposito di costumi e una sala prove delle dimensioni di un palcoscenico del Giubileo. Ha festeggiato il suo 50º anniversario durante la stagione 2013/14.

## Storia
Circa sei compagnie d'opera amatoriali precedono la fondazione della Edmonton Opera nel 1963. Dopo la morte della signora J.B. Carmichael nel 1964, i cantanti che erano stati coinvolti con la Edmonton Operatic Society si sono rivolti al pianista e insegnante di canto locale Jean Letourneau per lavorare con loro. Dopo una serie di produzioni di successo, il gruppo cambiò nome in Edmonton Professional Opera Association, con David Ker come primo presidente e Letourneau come direttore musicale. "Professional" è stato eliminato dal nome dell'azienda nell'agosto 1966, poiché l'allora direttore artistico, Irving Guttman, affermò che dovrebbe essere ovvio per tutti se un'azienda è professionale.
La prima stagione, 1963/64, prevedeva due produzioni: Madama Butterfly nell'ottobre 1963 e Cavalleria Rusticana e Pagliacci nell'aprile 1964. Nel 1966 Letourneau convinse Guttman, allora alla Vancouver Opera, a venire a Edmonton. Direttore artistico dal 1966 al 1998, Guttman avrebbe fatto parte di tutte e quattro le compagnie d'opera del Canada occidentale: Vancouver (fondata nel 1958), Edmonton (fondata nel 1963), Manitoba (fondata nel 1969) e Calgary (fondata nel 1972).
Fino al 2008 la corporazione dell'opera era una delle tante forme di sostegno all'opera. Fondata da Thelma Gregg, il gruppo organizzò molte raccolte fondi di successo e si assicurò che tutti nel backstage fossero ben nutriti.

## Produzioni
Di solito tre produzioni compongono una stagione; sebbene all'inizio una stagione di solito comprendesse due produzioni, furono presentate fino a cinque opere in una stagione, in particolare nel 1992/93 e nel 1993/94.
Il repertorio comprendeva le opere operistiche classiche, oltre a una manciata di brani più contemporanei, soprattutto negli anni più recenti. La stagione 2013/14 sarà la terza volta che Salomè fu vista a Edmonton, la quarta per Il pipistrello e l'ottava per Madama Butterfly. Poiché era stato il primo pezzo presentato nel 1963, il lavoro di Puccini è solitamente rivisitato in occasione di grandi anniversari per l'Opera di Edmonton. Altre opere contemporanee comprendono Of Mice and Men (2001/02), Weil in Weimar (2004/05), Filumena (2005/06), Il castello di Barbablù (2005/06) e Lilies (Les Feluettes) (2017/18). Nel 2012/13 la Serie Canadese ATB comprendeva la prima mondiale di Shelter, coprodotto con Tapestry New Opera, e Svadba – Wedding, prodotto dal Queen of Puddings Music Theatre.

## Formazione
Con l'aiuto della tecnologia, la compagnia è in grado di condividere risorse operative nell'Alberta settentrionale, comprese guide educative, programmi e altre risorse. Le gite sul campo per gli studenti a Edmonton sono organizzate per la seconda prova generale, quando possono visitare il Northern Alberta Jubilee Auditorium, assistere allo spettacolo e spesso, il coro e i membri del cast escono nella hall per chiacchierare durante gli intervalli.
Tra il 1973 e il 1984 Edmonton Opera on Tour portò l'opera ai bambini delle scuole di tutta l'Alberta, dai centri più grandi come Grande Prairie alle comunità più piccole come Holden. Tramite questo programma, c'erano circa 200 spettacoli all'anno.

## Comunità
L'Opera di Edmonton ha collaborato con molte altre organizzazioni artistiche a Edmonton, tra cui l'Alberta Craft Council e gli Shumka Ukrainian Dancers. La Edmonton Opera è anche il più grande datore di lavoro della Edmonton Symphony Orchestra.